# Lepisorus xiphiopteris
Lepisorus xiphiopteris là một loài thực vật có mạch trong họ Polypodiaceae. Loài này được (Baker) W.M. Chu ex Y.X. Lin mô tả khoa học đầu tiên năm 2000.